# レオポルト・アウエンブルッガー

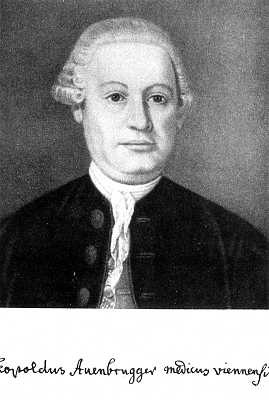
レオポルト・アウエンブルッガー

ヨーゼフ・レオポルト・アウエンブルッガー（Josef Leopold Auenbrugger）またはレオポルト・フォン・アウエンブルグ（Leopold von Auenbrugg、1722年11月19日 - 1809年5月17日）はオーストリアの医師である。打診法の考案者として知られる。

## 経歴
グラーツの宿屋の息子に生まれた。ウィーンの医学校でまなび、22歳でウィーンの病院の医師となった。当時の医学校では、積極的に屍体解剖を行い、生前の診察で触れた腫瘤の大きさや腹水の量と病巣の位置と大きさを確認したが、胸部の病は胸壁があるため、生前の診察で確認することができなかった。実家の宿屋で父親がワイン樽の残りを樽をたたいて確認している様子を見て、打診法のヒントを得た。アウエンブルッガーは主に結核患者の胸を指で叩いて、その反響音で胸腔内の滲出液や血液の溜まり具合や肺の空洞の大きさの関係を見出すために、反響音と解剖所見とを対応させて分類した。この研究の結果を1761年「人体胸部叩打による内部潜在疾患検出のための新発見」（Inventum Novum ex Percussione Thoracis Humani Interni Pectoris Morbos Detegendi）という論文にまとめた。この論文は当時はあまり注目を集めなかったが、1808年にナポレオンの侍医長でフランスの有名な医師ジャン・ニコラ・コルヴィサールに見出され、ドイツ語からフランス語に翻訳され有名になった。コルヴィサールは「心臓病の診断にもっとも有用な方法」として打診法を紹介し、これを契機に打診法は世界中に広まっていくこととなった。さらにチェコの医師、ヨセフ・シュコダによっても紹介された。
心嚢液貯留のアウエンブルッガー徴候にも名前が残されている。
アウエンブルッガーはアントニオ・サリエリのドイツ語オペラ『煙突掃除人』（Der Rauchfangkehrer、1781年）のリブレットを書いている。また、娘のマリアンネとカテリーナ・フランツィスカはサリエリに学んだピアニストとして知られ、フランツ・ヨーゼフ・ハイドンは1780年に出版されたピアノ・ソナタ作品30（6曲）をアウエンブルッガー姉妹に献呈している。